# Rudolf Pohl
Rudolf Pohl (8. března 1912 Olomouc – 14. června 1951 Brněnská káznice) byl český úředník a protikomunistický odbojář odsouzený v politickém procesu komunistickým režimem k trestu smrti a v roce 1951 popraven.

## Životopis
Narodil se v roce 1912 v Olomouci otci Rudolfovi a matce Marii. V dětství nejprve navštěvoval obecnou školu v Luběnicích, ve studiu poté pokračoval na měšťanské škole a svá studia završil na vyšší průmyslové škole, na níž získal výuční list s stal se zedníkem. Učil se přitom v Lutíně. Po studiu pracoval ve funkci stavebního asistenta ve Studnici a žil v Pustiměři. Angažoval se v místní organizaci spolku Sokol. V Pustiměři byl v rámci organizace do roku 1947 okresním náčelníkem. Byl ženatý se svou ženou Helenou.
V letech 1934 až 1939 působil v Československé armádě, konkrétně u cyklistického praporu v Olomouci. Po německé okupaci Československa byl, již ve funkci četaře, demobilizován. Poté pracoval v Pustiměři jako správce místní cihelny. Během druhé světové války se pokusil emigrovat ze země. Dopaden měl být u hranic nedaleko Jugoslávie. Poté byl uvězněn a postupně přemisťován mezi koncentračními tábory (konkrétně Dachau, Mauthausen a Gusen). Věznění ovšem přežil a po konci války se odešel zpět do Pustiměře. Začal zároveň pracovat jako technický úředník a ještě v roce 1945 se stal členem České strany národně sociální. Byl poté rovněž členem Svazu osvobozených politických vězňů ve Vyškově.

### Po únoru 1948
Po komunistickém převratu v roce 1948 se měl podle obvinění Státní bezpečnosti zapojit do protikomunistického odboje. Podle své výpovědi nesouhlasil s nastoupivším režimem a poté, co se doslechl o odbojové organizaci kolem Petra Křivky, se do ní na jaře 1949 zapojil. Poté začal na Vyškovsku vytvářet protirežimní odbojovou skupinu, jejímž cílem bylo například shromažďování zbraní či dokonce příprava na seskok parašutistů ze západu. V rámci své činnosti měl navíc vypracovat plán na atentát na stranického funkcionáře KSČ Ottu Šlinga (který byl přitom tou dobou již ve vazbě a i vůči jeho osobě byl připravován politický proces). Zatčen byl v srpnu 1949.
Za trestné činy velezrady a vyzvědačství byl v březnu 1951 odsouzen k trestu smrti a ztrátě občanských práv na dobu 10 let. Proti rozsudku se odvolal, ale v dubnu 1951 rozsudek potvrdil Nejvyšší soud. Popraven byl v červnu 1951. Již v roce 1956 poté soud konstatoval, že udělený trest byl nepřiměřeně přísný. V Pustiměři byla k uctění jeho památky v roce 2006 instalována pamětní deska.

## Připomínka
V roce 2006 byla v sokolovně v Pustiměři (na adrese: Pustiměř 201, 683 21 Pustiměř) odhalena pamětní deska věnovaná vzpomínce na Rudolfa Pohla, který zde po druhé světové válce působil jako náčelník místní sokolské organizace. Za osazením pamětní desky z černé žuly i za jejím financování stojí obec Pustiměř. Text na desce je vyveden zlatým písmem: DNE 14. 6. 1951 / BYL PO POLITICKÉM PROCESU / POPRAVEN VE VĚKU 39 ROKŮ PAN / RUDOLF POHL / NÁČELNÍK SOKOLA PUSTIMĚŘ / ČEST JEHO PAMÁTCE / OBEC PUSTIMĚŘ //.

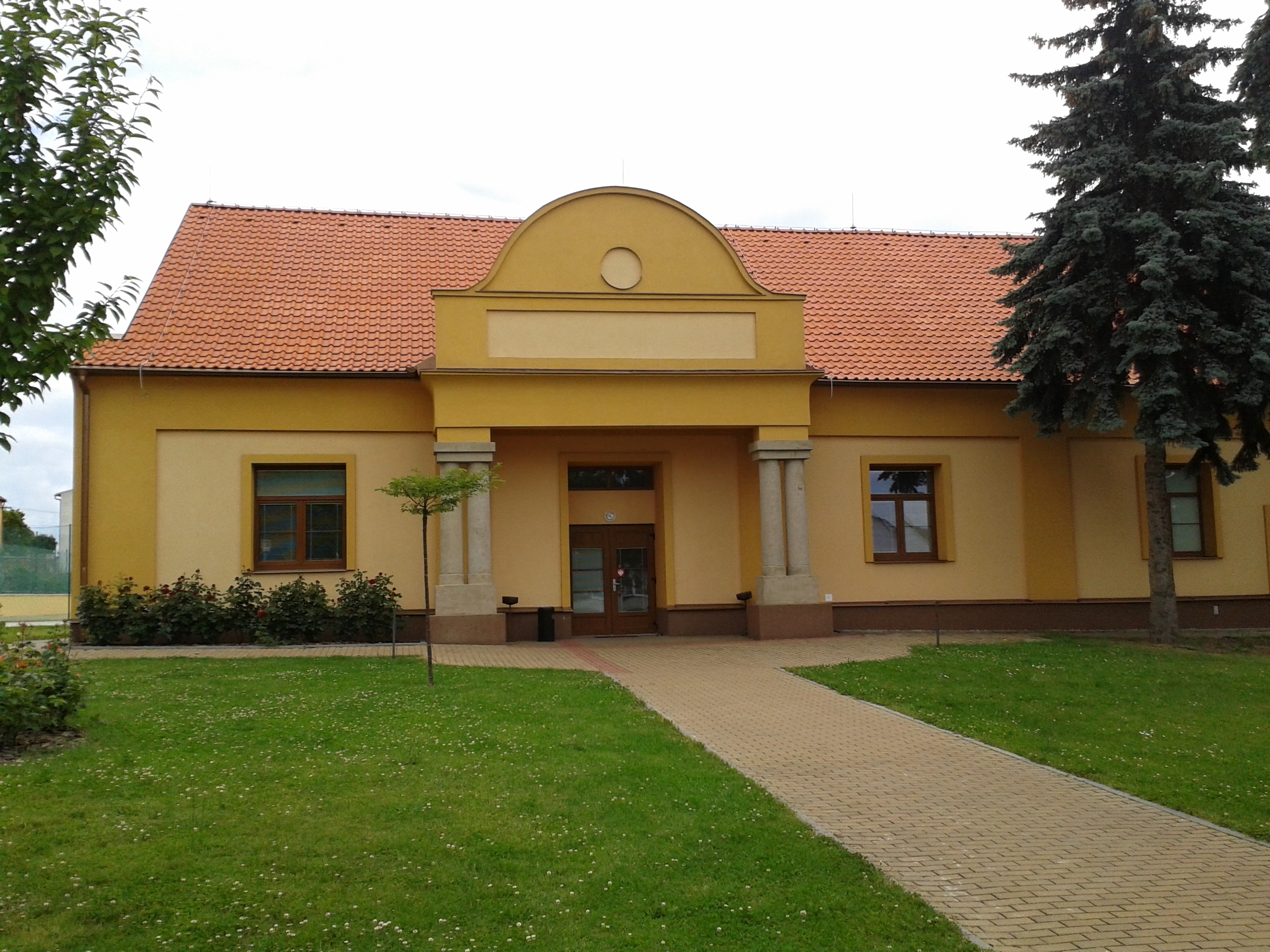
Sokolovna Pustiměř
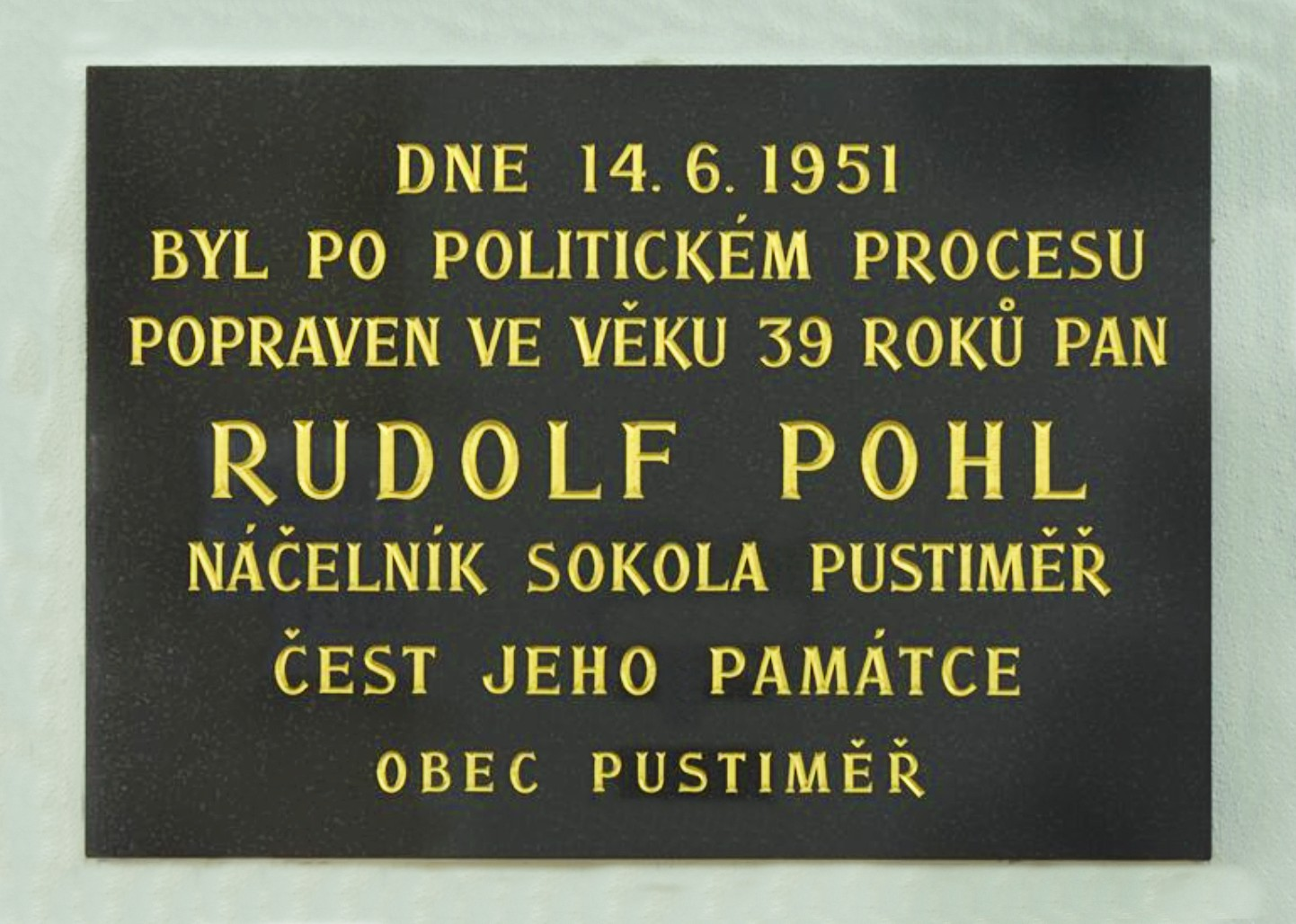
Pamětní deska v sokolovně
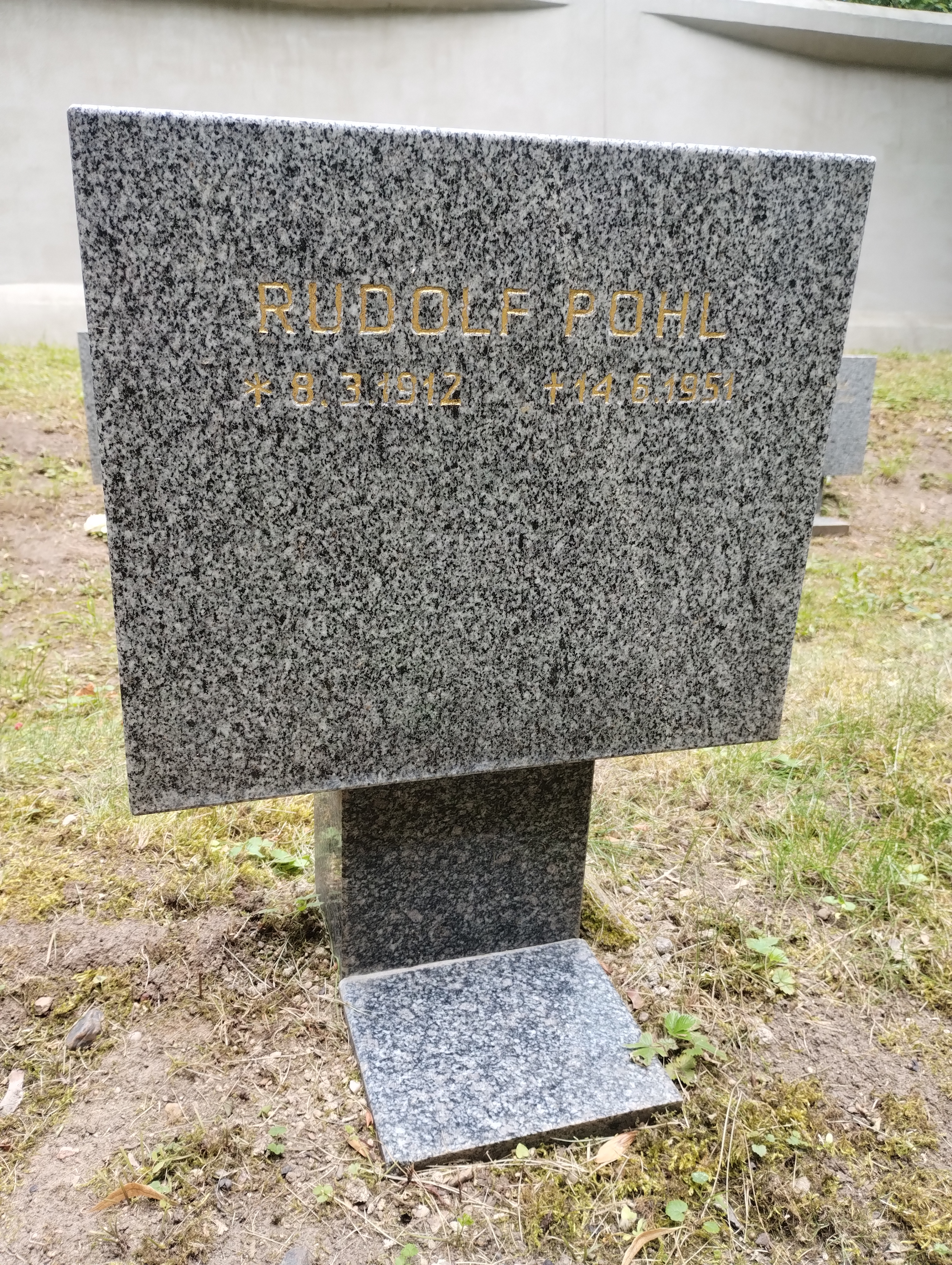
Symbolický náhrobek Rudolfa Pohla na Čestném pohřebišti v Ďáblicích